# Goldelund

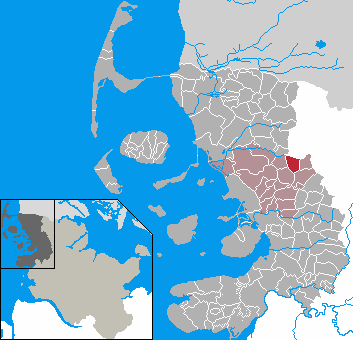
Imagem de Goldelund no mapa.

Goldelund é um município da Alemanha, localizado no distrito de Nordfriesland, estado de Schleswig-Holstein.